# ドナルドのペンギン
『ドナルドのペンギン』（原題：Donald's Penguin）は、ウォルト・ディズニー・プロダクション（現：ウォルト・ディズニー・カンパニー）が制作したアニメーション短編映画作品。公開は1939年8月11日。ドナルドダック・シリーズの第16作である。

## あらすじ
南極基地のバード提督からドナルドへ小包が届いた。ドナルドが喜んで小包を開けると、そこにはすやすやと眠る子ペンギンの姿が。驚いたドナルドが子ペンギンを起こすと、ペンギンはドナルドに攻撃を始める。ドナルドをふてぶてしくにらむペンギンをドナルドはいぶかしむが、可愛い容姿のペンギンにドナルドも笑みを浮かべた。
ドナルドの家を歩き回っていたペンギンは、窓際で金魚がいる水槽を発見し水槽に近づく。ドナルドが小包を片付けながら数度水槽を振り返ると、振り返る度に金魚が減っているのに気付く。ペンギンが金魚を食べてしまったと思ったドナルドはペンギンにお仕置きをする。しかし、金魚は水槽の中の置き物に隠れていただけだった。ドナルドはペンギンに謝り、詫びとして冷蔵庫から魚を持ち出す。ところが水槽からは再び金魚は消え、さらに腹を膨らませたペンギンの姿が。今度は本当に金魚を食べてしまった。
金魚を食べられ怒るドナルドは逃げ出したペンギンを家中追い回し、ついには猟銃を持ち出す。ペンギンを追い詰めたドナルドは銃の引き金を引こうとするが、悲しそうな表情をして泣き震えるペンギンにドナルドの良心は痛み、銃を撃つことはできなかった。銃をそばのテーブルに立て掛け、ドナルドも泣き出す。そこで不測の事態が起こる。立て掛けていた銃が床に落ちて暴発し、気付くとペンギンがいた壁は粉々になってしまったのだ。ドナルドがペンギンを案じ壊れた壁のところを探していると、家の中の物陰からペンギンが現れた。すんでのところで逃げていたペンギンの無事に喜び、優しくペンギンを抱きかかえるドナルドだった。

## スタッフ
- 製作：ウォルト・ディズニー
- 監督：ジャック・キング
- 作画：アル・ユースター、ジャック・ハンナ、ポール・アレン、ジョニー・キャノン
- 脚本：カール・バークス
- 背景：ジム・カーマイケル

## キャスト
| キャラクター   | 原語版               | 旧吹き替え版 | 新吹き替え版 |
| -------------- | -------------------- | ------------ | ------------ |
| ドナルドダック | クラレンス・ナッシュ | 関時男       | 山寺宏一     |
| ナレーション   | -                    | 江原正士     | -            |

## 日本での公開

### 収録
- 『ドナルド・ダック!! ドナルド・ダックの楽しい生活』（LD・VHS、バンダイ、旧吹き替え版）
- 『ドナルドダック・クロニクル Vol.1 限定保存版』（DVD、ウォルト・ディズニー・スタジオ・ホーム・エンターテイメント、新吹き替え版）